# Betty Mahmoody
Betty Mahmoody, född 9 juni 1945 i Alma i Michigan, är en amerikansk författare som är mest känd för boken Inte utan min dotter. Denna gjordes också som en film med samma namn.